# Département des Politiques de la jeunesse et du Service civil universel
Le département des Politiques de la jeunesse et du Service civil universel (en italien : Dipartimento per le politiche giovanili e il servizio civile universale) est un département de la présidence du Conseil des ministres d'Italie chargé de la jeunesse, du service civil et de l'objection de conscience depuis 2012.

## Histoire
Le département des Politiques de la jeunesse et du Service national est créé lors d'une réorganisation interne des services de la présidence du Conseil des ministres, en juin 2012, par le renommage du département de la Jeunesse,. L'année suivante, ces compétences sont déléguées à la ministre sans portefeuille Josefa Idem, qui les conserve jusqu'à sa démission au bout de deux mois. Il prend son nom actuel le 22 février 2019.